# Jan Kroszczyński

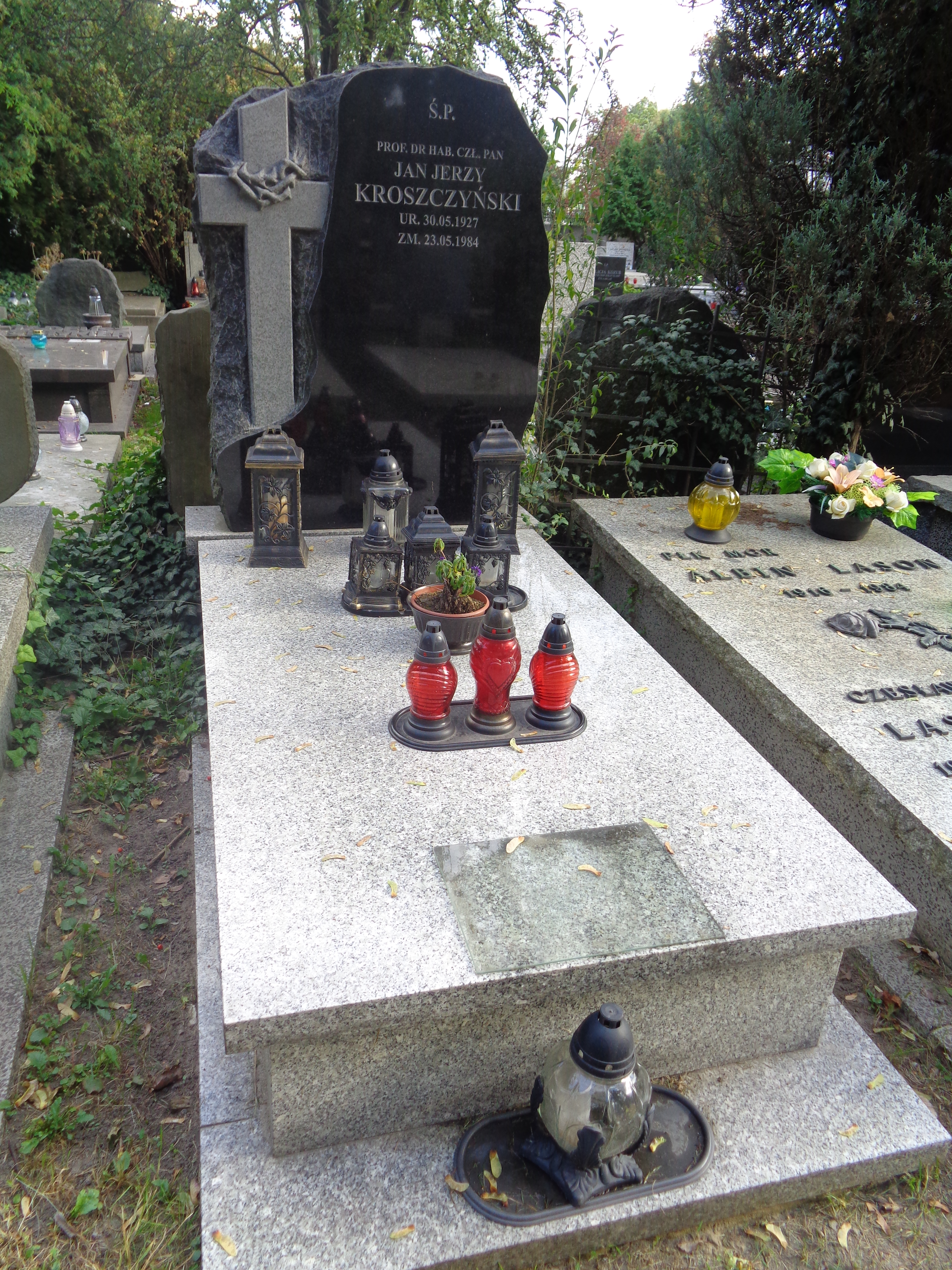
Grób Jana Jerzego Kroszczyńskiego na Cmentarzu Wojskowym na Powązkach

Jan Jerzy Kroszczyński (ur. 30 maja 1927 w Warszawie, zm. 23 maja 1984) – profesor, doktor habilitowany, członek Polskiej Akademii Nauk, elektronik specjalizujący się w dziedzinie radiolokacji i teorii sygnałów.

## Życiorys
We wrześniu 1939 znalazł się na Wołyniu. Następnie przez tydzień uczęszczał do gimnazjum w Równem. Po skończeniu VII klasy (de facto I gimnazjum). Następnie przez 4 lata uczył się w szkole mechanicznej im Konarskiego. Od jesieni 1943 uczył się w szkole Wawelberga. W 1945 uzyskał świadectwo dojrzałości w Grójcu. Jesienią tego samego roku powrócił do szkoły Wawelberga. uczył się na wydziale elektronicznym. Od 1970 pełnił funkcję dyrektora Przemysłowego Instytutu Telekomunikacji (PIT). Od 1971 profesor w tymże instytucie. W 1976 został członkiem korespondentem Polskiej Akademii Nauk. Był członkiem Institute of Electrical and Electronic Engineers w Nowym Jorku. Współtwórca polskiej szkoły radiolokacji w PIT. W 1964 i 1974 za prace z radiolokacji otrzymał nagrody państwowe I stopnia (zespołowe), współautor prac naukowych i rozwiązań technicznych objętych postępowaniem patentowym będących podstawami polskich radarów kontroli obszaru (AVIA). W 1974 wyróżniony przez ministra obrony narodowej wipsem do Honorowej Księgi Czynów Żołnierskich.
Jest pochowany na Cmentarzu Wojskowym na Powązkach w Warszawie C 39 rząd 3 grób 5.